# تترا
تترا (انگلیسی: Tetra) شرکت صنایع غذایی آلمانی است، که در سال ۱۹۵۱ تأسیس شد.